# Alicia Villarreal (artista visual)
Alicia María Villarreal Mesa (Santiago de Chile, diciembre de 1957) es una artista visual, catedrática y curadora chilena adscrita a la vanguardia creativa, el arte conceptual y el experimentalismo.
Estudió licenciatura en arte en la Pontificia Universidad Católica de Chile, que complementó posteriormente en la École de recherche graphique en Bruselas. Su obra muestra una «dimensión reflexiva sobre la memoria personal y colectiva y sobre el lenguaje y los medios de producción artísticos».
El año 2003 recibió una nominación para el Premio Altazor de las Artes Nacionales en la categoría Instalación y Videoarte por Ejercicio de copia, mientras que en 2008 recibió otra nominación en la misma categoría por Musba, Museo de Barrio; un año después, recibió una nueva nominación en dicha categoría por Condición de lugar. El año 2010, recibió finalmente este reconocimiento por Grabar el Territorio, en la muestra colectiva Territorios de Estado: Paisaje y Cartografía de Chile, Siglo XIX; además, ese mismo año fue galardonada por el Círculo de Críticos de Arte de Chile, dentro del grupo de artistas más destacados del año.
Ha participado en varias exposiciones individuales y colectivas durante su carrera, entre ellas la V Bienal Internacional de Arte Valparaíso (1981), la exposición Ave 87, video installation del Festival Audiovisual Arnheim en Holanda (1987), la I Bienal de Artes Visuales del Mercosur - Vertiente Cartografía en Porto Alegre (1997), la IX Bienal de La Habana (2012), las muestras Los Límites de la Fotografía, Campos de Hielo, Arte Joven en Chile (1986-1996), Chile: 100 años tercera etapa, La Escuela Imaginaria, Territorios de Estado, Trienal de Artes Visuales y Exposición Centenario del Museo Nacional de Bellas Artes de Chile (1996, 1997, 2000, 2002, 2009 y 2010 respectivamente), Mavi la Colección del Museo de Artes Visuales de Santiago (2011), entre otras muestras en Chile, América Latina, Estados Unidos, Canadá y Europa.